# Schizotheca carmenae
Schizotheca carmenae is een mosdiertjessoort uit de familie van de Phidoloporidae. De wetenschappelijke naam van de soort is voor het eerst geldig gepubliceerd in 2007 door Reverter-Gil & Fernandez-Pulpeiro.